# Pothos junghuhnii
Pothos junghuhnii là một loài thực vật có hoa trong họ Ráy (Araceae). Loài này được de Vriese miêu tả khoa học đầu tiên năm 1851.